# Stalinisme
 Der er for få eller ingen kildehenvisninger i denne artikel, hvilket er et problem. Du kan hjælpe ved at angive troværdige kilder til de påstande, som fremføres i artiklen.

Stalinisme er betegnelsen for den politiske og økonomiske teori Josef Stalin var fader til i sin tid som statsleder af Sovjetunionen. Der eksisterer flere vidt forskellige definitioner af ordet:
1. I daglig tale bruges betegnelse stalinisme til at betegne en personkult, statsmilitarisme og magtmisbrug i socialistiske lande[kilde mangler] (en kraftig kultdyrkelse af Stalin opstod pga. statens propaganda). Fx bliver det nordkoreanske styre betegnet som stalinistisk, fordi der er en del ligheder mellem Nordkoreas position i den globale magtkamp og Sovjetunionen i Stalin-tiden, selv om Nordkoreas herskende ideologi (Juche) ikke har grundlag i marxisme-leninisme.
Stalinist anvendes enten om sympatisører med Stalin, eller om reaktionære og autoritære dele af den politiske venstrefløj. Det bruges som skældsord.
2. Blandt marxister-leninister bliver begrebet sjældent brugt som udtryk for en bestemt teori eller som et begreb, da mange mener at Stalin generelt videreførte det teoretiske og praktiske arbejde, som var udviklet af Lenin. Lige som Karl Marx og Frederich Engels udviklede marxismen, menes det at Stalin udviklede og praktiserede leninismen. Når begrebet ”stalinisme” bliver brugt blandt kommunister, er det som regel fordi, dét og Stalins profil repræsenterer et provokerende modsymbol til kapitalisme, fascisme og trotskisme. Sjældent bliver marxisme-leninisme-stalinisme brugt, fordi nogle trotskister hævder at følge Lenins teori (marxisme-leninisme-trotskisme). Dog udviklede Stalin visse specifikke marxistiske teorier som fx det marxistiske syn på nazisme, som Lenin ikke blev stillet over for i sin levetid.
3. Andre – især akademiske – grupper ser stalinisme som synonym for teorien om "socialisme i ét land" som Stalin praktiserede, der i modsætning til Troskijs teori om "den permanente revolution", ser det nødvendigt for et uindustraliseret land (udviklingsland), hvor en socialistisk revolution har fundet sted, at opbygge socialisme og styrke sig internt, uafhængig af om der opstår revolution i de imperialistiske industrilande, hvilket er i kontrast til den internationalisme som blev fremmet af Marx og Engels. Trotskij ville vente på at Tyskland eller andre europæiske industrimagter indførte socialisme, mens Stalin (og Lenin) ønskede at gennemføre industrialiseringen og opbygge socialismen så snart den revolutionære opstand var fuldført. "Socialisme i ét land" blev praktiseret af Stalin, men blev egentlig allerede defineret af Marx i 1800-tallet og tilpasset de russiske forhold af Lenin og andre bolsjevikkere op til revolutionen.
4. Trotskister ser stalinisme som et udtryk for ”pamperi” i arbejderklassens revolution, ligesom der opstår magtmisbrug i fagforeninger og socialistiske lande, hvor den højeste myndighed er partiet og lederne (valgt efter demokratiske principper eller ej), og kalder derfor stalinistiske bevægelser og regeringer for ”deform socialisme”. "Animal Farm" af George Orwell (som i somme perioder var trotskist) anklages af Stalin-sympatisører for at indeholde referencer til det trotskistiske og borgerlige syn på den russiske revolution, da den beskriver hvordan der opstod "magtmisbrug blandt masserne under folkelige revolutioner".
Indholdet af den trotskistiske definition er også præget af Trotskijs teori om, at Stalin var dobbeltagent for tsar-styret under revolutionen.